# Mittelwihr
Mittelwihr település Franciaországban, Haut-Rhin megyében. Lakosainak száma 849 fő (2022. január 1.). Mittelwihr Bennwihr, Beblenheim, Riquewihr és Kaysersberg-Vignoble községekkel határos.

## Népesség
A település népességének változása:
| Lakosok száma | 841  | 836  | 849  | 832  | 840  | 834  | 842  | 846  | 849  |
|               | 2013 | 2015 | 2016 | 2017 | 2018 | 2019 | 2020 | 2021 | 2022 |